# روبرتو دياز (لاعب كرة قدم)
روبرتو دياز (بالإسبانية: Roberto Osvaldo Díaz)‏ هو لاعب كرة قدم ومدرب كرة قدم أرجنتيني في مركز مهاجم ‏، ولد في 3 مارس 1953 في بوينس آيرس في الأرجنتين. شارك مع منتخب الأرجنتين لكرة القدم. أما مع النوادي، فقد لعب مع إستوديانتيس دي لا بلاتا وتشاكاريتا جيونيورز وتيغريس أونال وكلوب ليون ونادي أمريكا ونادي راسينغ.

## وصلات خارجية
- روبرتو دياز على موقع قاعدة بيانات كرة القدم.إي يو (الإنجليزية)
- روبرتو دياز على موقع ناشيونال فوتبول تيمز (الإنجليزية)
- روبرتو دياز على موقع عالم كرة القدم.نت (الإنجليزية)